# Johann Georg Dieffenbrunner
Johann Georg Dieffenbrunner (* vor 4. April 1718 in Mittenwald; † vor 5. Dezember 1785 in Augsburg) war ein deutscher Maler, der in zahlreichen Kirchen und Kapellen in Bayern tätig war.

## Leben

Altarbild in der Pfarrkirche St. Adelgundis (Anhausen)

Dieffenbrunner wurde in einer kinderreichen Handwerkerfamilie geboren. 1746 zog er nach Augsburg und lernte Malerei in einer Schule unter der Leitung von Johann Georg Bergmüller (1688–1762). In den Jahren 1751 bis 1754 arbeitete er in Augsburg, u. a. an den Fresken der Wallfahrtskirche St. Michael in Violau. Seit dem Jahr 1755 arbeitete er im Kloster Gutenzell und im Kloster Indersdorf, wo er vor allem in der Nikolauskapelle (bis 1759) tätig war.
In der Pfarrkirche St. Adelgundis (Anhausen) fertigte er drei Altarbilder an. Das Gemälde am linken Seitenaltar zeigt die heilige Adelgundis, wie sie von Jesus das Ordensgewand überreicht bekommt. Das Bild ist von Dieffenbrunner signiert mit der Jahreszahl 1746 („Dieffenprunner pinxit 1746“).
Im Jahr 1765 arbeitete er in der Pfarrkirche St. Martin in Kleinberghofen. Um die Bezahlung führte er einen Rechtsstreit, da man ihm von den vereinbarten 400 Gulden zuerst nur die Hälfte auszahlen wollte.
Dieffenbrunner war ebenfalls in der Pfarrkirche St. Kosmas und Damian und der Gottesackerkapelle in Gutenzell-Hürbel, in Sulzdorf (im Jahr 1757), Vierkirchen (1767), Schiltberg (1773), Mühlhausen (1776), Aulzhausen (St. Laurentius und Elisabeth, 1776), Haunswies (St. Jakobus der Ältere, 1777) und Oberweikertshofen (1778) tätig.